# Pasquale Carminucci
Pour les articles homonymes, voir Carminucci.
Pasquale Carminucci, né le 29 août 1937 à San Benedetto del Tronto et mort le 22 février 2015 à Rome, est un gymnaste italien.
Avec son frère Giovanni Carminucci, il a participé aux Jeux olympiques de 1960, de 1964 et de 1968, remportant la médaille de bronze dans la compétition par équipes en 1960.